# La Chute de Brek Zarith
La Chute de Brek Zarith est le sixième tome de la série de bande dessinée Thorgal, dont le scénario a été écrit par Jean Van Hamme et les dessins réalisés par Grzegorz Rosiński.

## Synopsis
Shardar, roi de Brek Zarith, tente d'utiliser les pouvoirs magiques de Jolan, le fils de Thorgal à son profit. Le prince Galathorn veut devenir roi à sa place. Il s'est allié avec les Vikings dirigés par Jorund le Taureau pour attaquer le château royal. Thorgal est parti en avance et seul afin de récupérer Aaricia, prisonnière du château royal, avant que l'assaut ne soit donné. Mais Thorgal et les Vikings doivent faire face aux projets retors de Shardar.

## Publications
- Le Lombard, juin 1984,  (ISBN 2-8036-0451-5)
- Le Lombard, janvier 2004,  (ISBN 978-2-8036-0451-7)